# Delibaša
Delibaša (srbohrvaška popačenka iz turščine delibaşi) je bivši položaj v turških oboroženih silah, ki je bil poveljnik telesne garde, sestavljene iz lahke konjenice.